# Gemeindeverwaltungsverband Altshausen

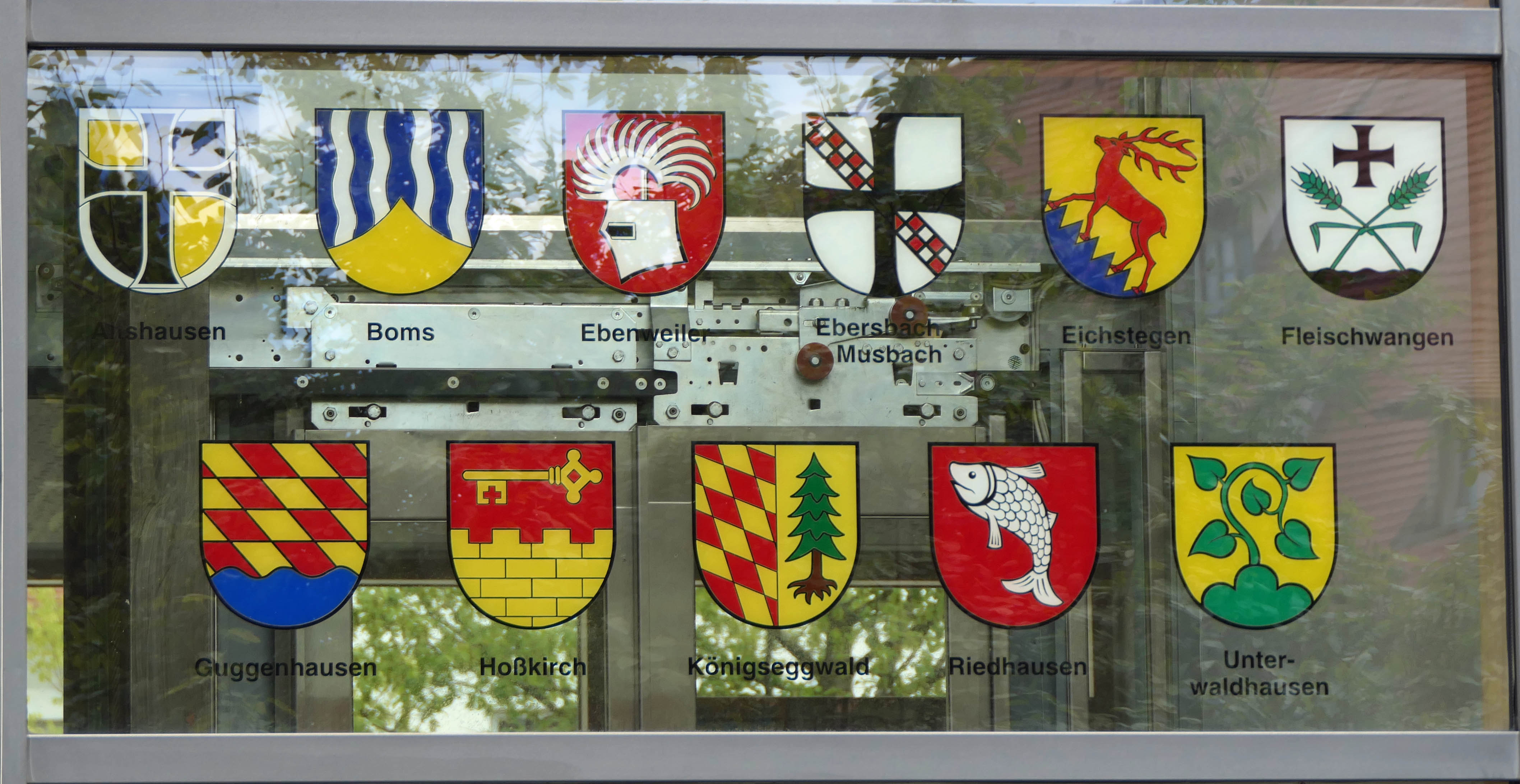
Altshausen – Wappen des Gemeindeverwaltungsverbands

Der Gemeindeverwaltungsverband Altshausen mit Sitz in Altshausen umfasst neben der namengebenden Gemeinde zehn weitere selbständige Gemeinden der Altshauser Umgebung.

## Geschichte
Das Gebiet des Gemeindeverwaltungsverbands gehörte bis zur Verwaltungsreform der 1970er Jahre zum Landkreis Saulgau. Damals wurde die Selbständigkeit der Gemeinden um Altshausen weitgehend beibehalten. Allerdings wurde die Gemeinde Geigelbach 1967 in die Gemeinde Musbach eingemeindet und die dadurch entstandene Gemeinde 1971 mit Ebersbach zur neuen Gemeinde Ebersbach-Musbach zusammengeschlossen; Hüttenreute wurde nach Hoßkirch eingemeindet. Um eine effiziente Verwaltung in den teilweise nur etwa 200 Einwohner zählenden Gemeinden zu gewährleisten, wurden viele Verwaltungsaufgaben dem 1972 von den Gemeinden freiwillig vereinbarten Gemeindeverwaltungsverband Althausen übertragen. Seit 1973 gehören die Gemeinden zum Landkreis Ravensburg.

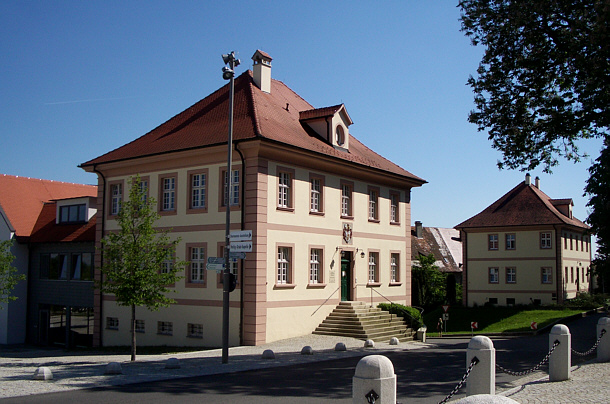
Altshausen, Sitz des Gemeindeverwaltungsverbands Altshausen

Neun der Umlandgemeinden des Verwaltungsverbands Althausen sind heute nach ihrer Einwohnerzahl die neun kleinsten Gemeinden im Landkreis, Ebersbach-Musbach ist die elftkleinste Gemeinde im Kreis.
Der Verwaltungsverband hat seinen Sitz im ehemaligen Kavaliershaus in der Ebersbacher Straße 4 in Altshausen. Geschäftsführer  seit Juli 2019 ist Timo Egger, der gleichzeitig ehrenamtlicher Bürgermeister der Gemeinde Fleischwangen ist.

## Mitgliedsgemeinden
- Altshausen
- Boms
- Ebenweiler
- Ebersbach-Musbach
- Eichstegen
- Fleischwangen
- Guggenhausen
- Hoßkirch
- Königseggwald
- Riedhausen
- Unterwaldhausen

## Zuständigkeiten
Der Gemeindeverwaltungsverband ist untere Baurechtsbehörde und somit für alle Baurechtlichen Entscheidungen zuständig. Darüber hinaus wird für alle Gemeinden die Finanzverwaltung (Haushaltsplan, Steuerveranlagung, Kassengeschäfte, Buchhaltung) zentral erledigt. Seit einigen Jahren wird das Passwesen für alle Gemeinden außer Altshausen und Ebersbach erledigt.  Nähere Informationen sind auf der Homepage des Verbandes zu finden.